# Tinta caiada
Tinta caiada é uma casta de uvas tintas de Portugal. É cultivada sobretudo na região de vinhos do Alentejo, embora esteja também presente noutras regiões vitícolas portuguesas. É bastante sensível à podridão e necessita de climas muito quentes e secos. Geralmente produz vinhos de consumo rápido.